# Свято-Миколаївська церква (Козелець)
Свято-Миколаївська церква розташована на південній межі давньої фортеці, на місці дерев'яної церкви. Споруджена 1781—1784 в стилі пізнього бароко на кошти священика К. Тарловського та парафіян. Мурована, хрещата; до південного і північного рукавів прилягають низенькі екседри; з Сх. між рукавами — криволінійні у плані камери. Фасади завершено трикутними фронтонами. Увінчана багатоярусною банею.